# Lana Ghoghoberidze
Lana Ghoghoberidze (gruz. ლანა ღოღობერიძე; ros. Лана Левановна Гогоберидзе, Łana Lewanowna Gogoberidze; ur. 13 października 1928 w Tyflisie) – gruzińska i radziecka reżyserka filmowa oraz scenarzystka.

## Życiorys
Ukończyła studia na wydziale reżyserskim WGIK w klasie Siergieja Gierasimowa oraz filozofię na uniwersytecie w Tbilisi. Tłumaczka utworów Walta Whitmana oraz autorka książek o nim. Ponadto pisze scenariusze filmowe.

## Wybrana filmografia
- 1973: Gdy zakwitną migdały
- 1978: Kilka pytań na tematy osobiste

## Nagrody i odznaczenia
- Nagroda Państwowa ZSRR
- Ludowa Artystka Gruzińskiej SRR